# 490
| 490                |
| ------------------ |
| Dødsfald - Fødsler |
|                    |

| Gregoriansk kalender | 490 CDXC                |
| Ab urbe condita      | 1243                    |
| Armensk kalender     | I/T                     |
| Kinesiske kalender   | 3186 – 3187 己巳 – 庚午 |
| Etiopisk kalender    | 482 – 483               |
| Jødisk kalender      | 4250 – 4251             |
| Hindukalendere       |                         |
| - Vikram Samvat      | 545 – 546               |
| - Shaka Samvat       | 412 – 413               |
| - Kali Yuga          | 3591 – 3592             |
| Iransk kalender      | 132 BP – 131 BP         |
| Islamisk kalender    | 136 BH – 135 BH         |

Se også 490 (tal)